# 인하이광

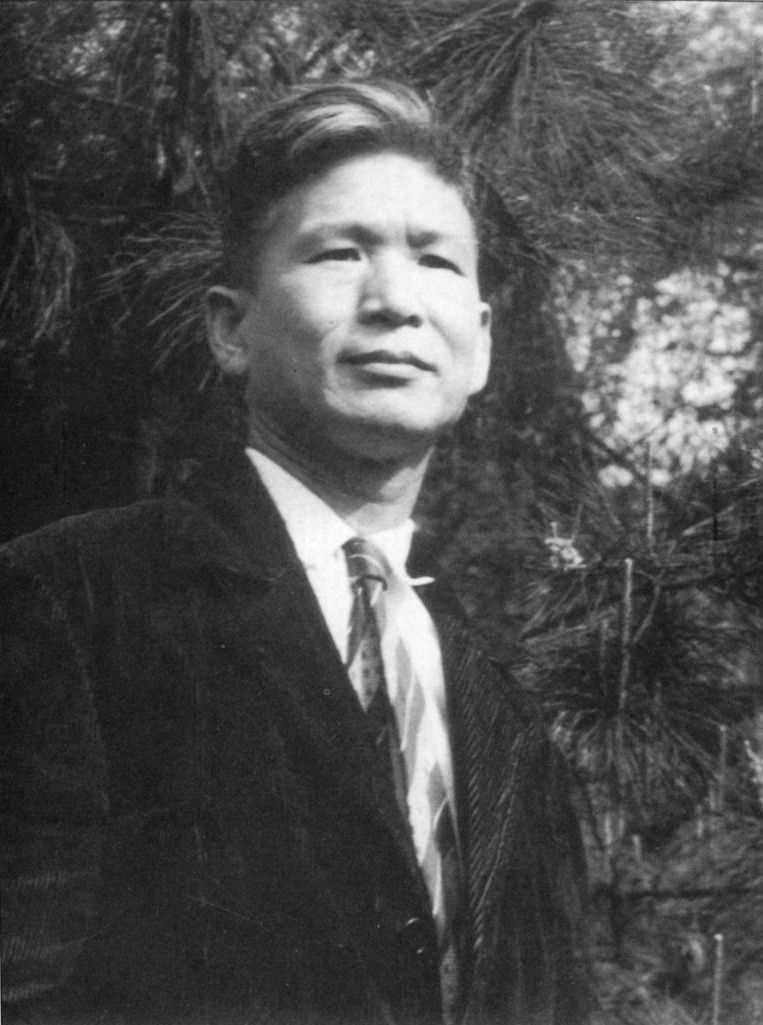

인하이광(은해광, 중국어: 殷海光, 1919년 12월 5일 ~ 1969년 9월 16일)은 중화민국의 철학자, 정론가, 비평가이다.

## 생애
후베이성의 평범한 가정에서 태어났다. 고교 시절부터 사상과 논리에 심취하여 1935년 <동방잡지(東方雜誌)>에 '의지 자유의 검토'를, 1936년에는 <문철월간(文哲月刊)>에 '논리와 논리학에 대하여'라는 글을 발표하였다. 1936년 베이핑에 건너가 진웨린 집에서 머물면서 '논리 연구회'를 따라다니면서 진웨린, 슝스리, 장둥쑨 등에게서 공부하였다. 1937년에는 <논리의 기본(The Fundamentals of Logic)>을 번역해서 중국 국민당이 직영하던 정중서국(正中書局)으로 출간하였다. 1938년에는 국립 칭화 대학이 국립 창사 임시 대학을 거쳐 윈난성 쿤밍으로 학교를 다시 옮기면서 국립 서남연합대학 철학과에 입학하였으며 1942년부터 서양 철학 전공으로 진웨린에게서 대학원 석사 과정 지도를 받았다. 1944년 연합군에 자원하여 인도에서 청년군으로 군복무를 하였다. 난징에 있던 개신교 사립 진링 대학 문학원 철학과에서 교편을 잡다가 중국 국민당 중앙 선전부에서 교육 연수를 받은 뒤 1946년 가을 난징의 중국 국민당 기관지 중앙일보 주필을 맡았다. 미국의 중화민국에 대한 원조와 장제스 당시 중국 국민당 주석의 전후 통치를 지지하는 사설을 실었고 장제스의 실정을 비평하는 논설도 발표하였다. 1949년 중앙일보의 이전에 따라서 타이완으로 이주한 후는 주필 직을 그만두었다. 하버드-옌칭 연구소 초청으로 방문학자로 연구하다가 반 년 후 중도에 타이완으로 돌아갔으며 신유가 팡둥메이가 초기 운영을 맡았던 국립 타이완대학 문학원 철학과에 초빙되어 적잖은 후학을 길러냈다. 타이완에서 개혁 성향의 정론지 <자유중국>의 창간에 참여하기도 하였다. 1954년 미국 하버드 대학을 다시 방문하여 1년 간 연구 후 돌아갔다. 국립 타이완 대학에서 재직하면서 반공 정책에 협력하였으며 윤리적 자유 의식을 고취하면서 당시 중국 국민당 당국과 마찰을 빚기도 하였다. 1969년에는 위암이 치유되지 않으면서 불과 50세의 나이로 학교를 떠났다. 주요 저술로 <중국 문화의 전망> 등이 있다.